# Jodhpur
Pour le vêtement, voir Jodhpurs.
Jodhpur (hindi : जोधपुर [djodpour], « ville de Jodha ») est l'ancienne capitale du Mârvar et la deuxième ville de l'État indien du Rajasthan en nombre d'habitants, après la capitale de l’État, Jaipur.

## Surnoms
Fondée en 1459 par Rao Jodha (en), chef du clan des Rathore (hindi: राठौड), Jodhpur est communément surnommée la « ville bleue » car la plupart des maisons de la vieille ville sont peintes de cette couleur. Le bleu indiquait que ces maisons appartenaient à des membres de la caste des brahmanes. Le bleu offre aussi l'avantage de protéger de la chaleur et de repousser les moustiques. Jodhpur est aussi appelée « la cité du soleil » en raison de l'exceptionnel ensoleillement dont elle jouit tout au long de l'année. Des entelles circulent quelquefois dans la ville ; ces animaux peuvent se trouver notamment dans un temple dédié à Hanuman.

## Géographie
Jodhpur se trouve à 286 km à l'ouest-sud-ouest de Jaipur, à 363 km au nord d'Ahmedabad et à 492 km au sud-ouest de Delhi.

## Histoire
La zone de l'actuelle Jodhpur était dirigée depuis environ 1100 par le roi Bargujar. Jodhpur elle-même fut fondée en 1459 par Rao Jodha, un chef rajput du clan Rathore. Rao Jodha conquit les territoires avoisinants et fonda un État nommé Mârvar, dont la capitale initiale fut Mandore.
La ville de Jodhpur était stratégique pour le clan, notamment pour le commerce de l'opium, du café et de nombreuses épices entre la ville et Delhi.
Ensuite, l'État du Marwar établit des alliances avec l'Empire moghol, notamment en fournissant de puissants chefs de guerre, tel le Maharaja Jaswant Singh. Jodhpur connut alors une période d'ouverture sur le monde, et de renouveau architectural et culturel.
Aurangzeb prit d'assaut temporairement la ville, aux alentours de 1679, mais le roi légitime fut rapidement remis en place après la mort d'Aurangzeb en 1707. L'empire moghol déclina peu après 1707, et la brillante ville de Jodhpur également. Vient ensuite une intervention des Marathes, qui supplantèrent les Moghols dans la région. Ce changement de régime n'assura ni la paix ni la prospérité, et il s'ensuivit 50 années de guerre et de traités divers. L'État fut finalement soumis aux règles de l'empire britannique en 1818. Il périclita alors rapidement mais se maintint jusqu'en 1949. Il fut alors intégré à l'État du Rajasthan.

## Patrimoine
- Fort de Mehrangarh, forteresse du clan Râthor.
- Umaid Bhavan Palace: Umaid Singh, Maharadja à la veille de l'indépendance de l'Inde, a donné son nom à la résidence de l'actuel Maharadja Gaj Singh.
- Cénotaphes de Mandore, dans un parc à une dizaine de kilomètres au nord de la ville.
- Sardar Bazar marché situé tout autour de la tour de l'horloge.

## École de Jodhpur (Miniature Rajput)
Une des écoles de miniatures de la province rājasthāni.

## Personnalités liées à la ville
- Chitrangada Singh, actrice, y est née.

## Galerie

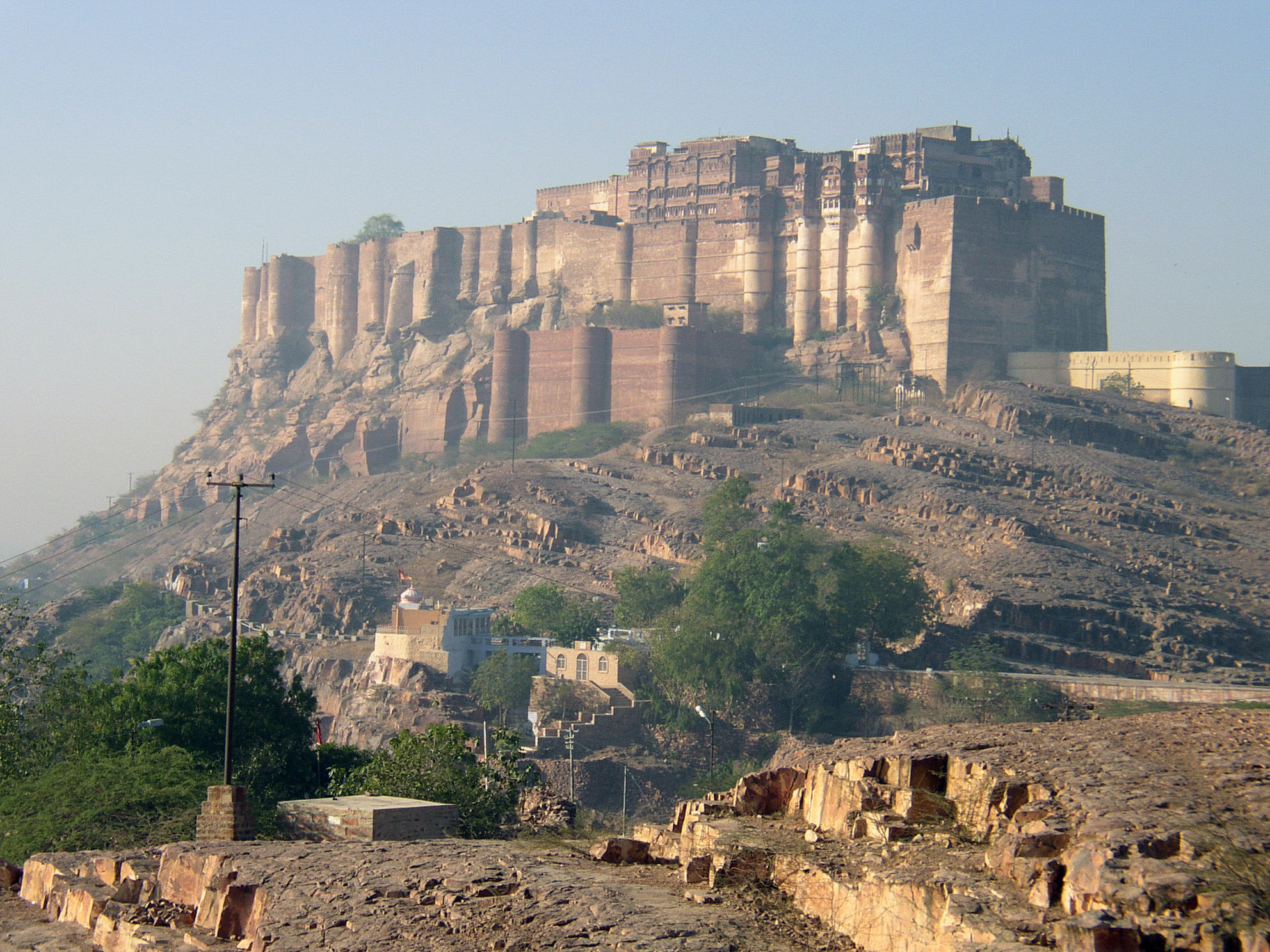
Le fort de Mehrangarh.
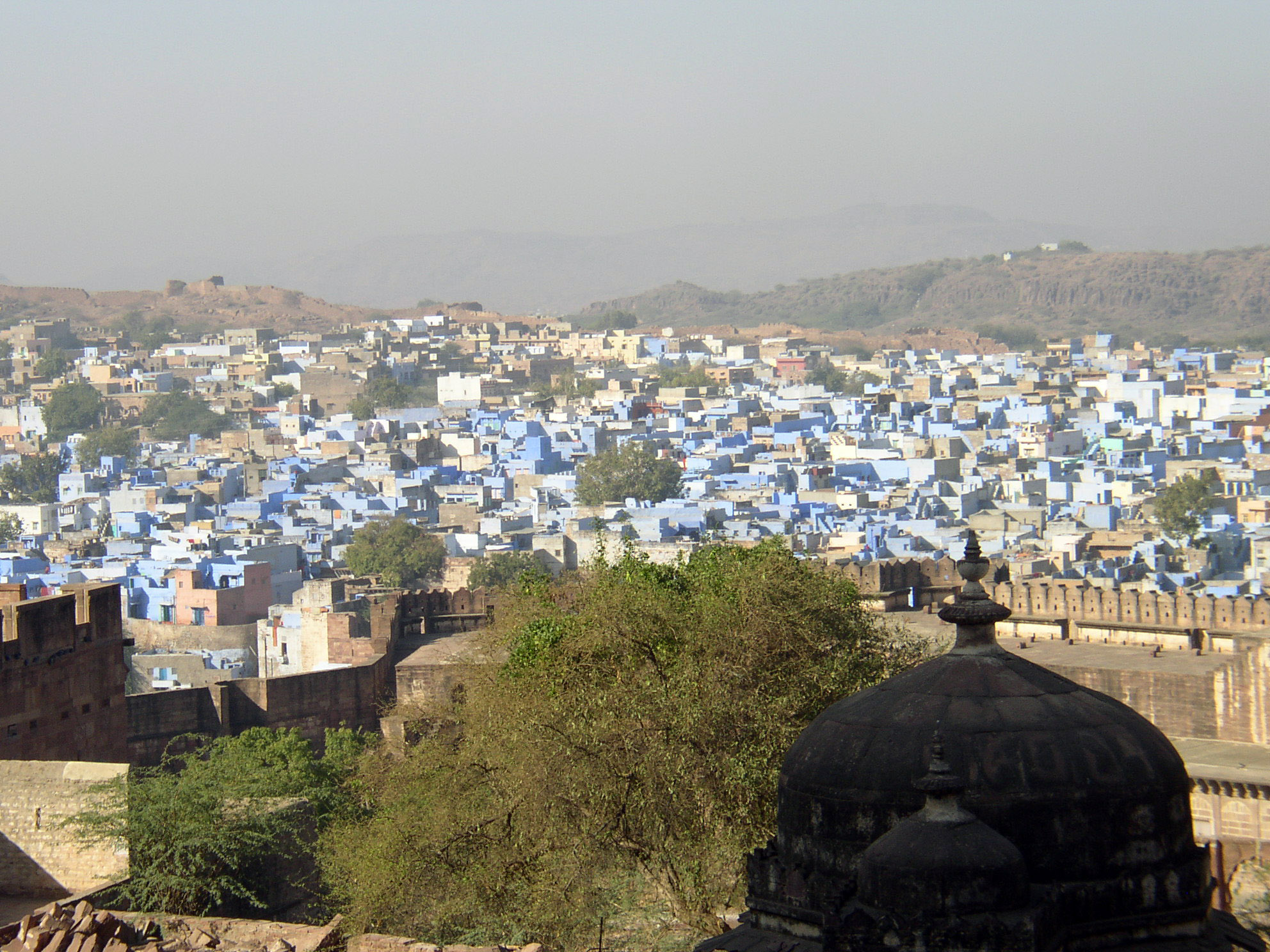
La ville bleue vue depuis le Fort de Mehrangarh.
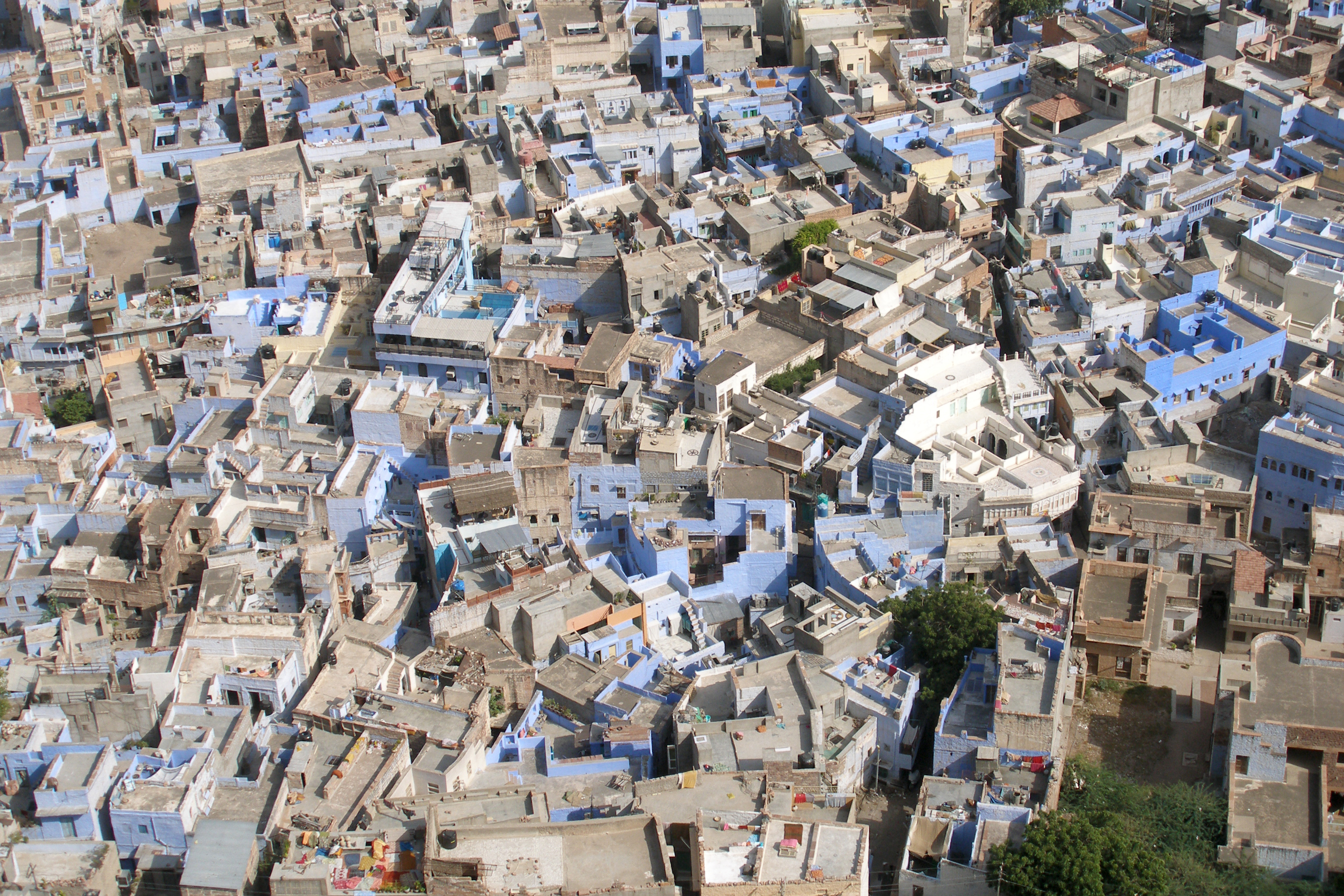
Les maisons bleues des brahmanes.
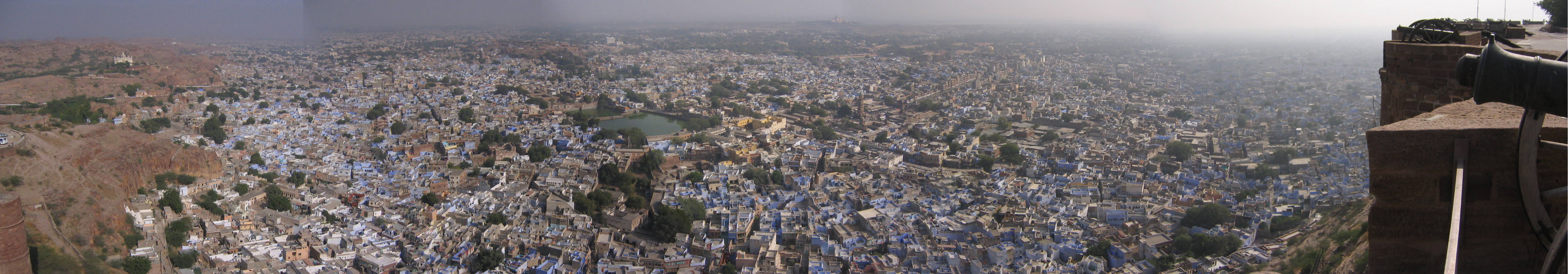
Panorama depuis le fort de Mehrangarh.